# منتخب إيران للكريكت
منتخب إيران الوطني للكريكت (بالفارسية: تیم ملی کریکت ایران) هو ممثل إيران الرسمي في المنافسات الدولية في الكريكت .